# ستيفن ميتشيل
ستيفن ميتشيل (بالإنجليزية: Stephen A. Mitchell)‏ (و. 1946 – 2000 م) هو نفساني، من الولايات المتحدة الأمريكية، توفي عن عمر يناهز 54 عاماً.